# Сорокин, Юрий Валерьевич
Ю́рий Вале́рьевич Соро́кин (7 ноября 1972, Майли-Сай, Киргизская ССР, СССР — 30 июля 2025, Ессентуки) — российский военный, участник чеченских войн, Герой Российской Федерации.

## Биография
Родился в городе Майли-Сай в Киргизии, позднее переехал в Ставропольский край. В ноябре 1990 года был призван на воинскую службу, которую проходил в частях специального назначения ГРУ. Принимал участие в операциях в «горячих точках».
В июле 1993 года поступил на контрактную службу в 101-ю отдельную бригаду Внутренних войск РФ. Служил в разведбатальоне.

## Участие в боевых действиях
Принимал участие в Первой чеченской войне. В июне 1995 года принимал участие в операции по освобождению заложников, захваченных боевиками Шамиля Басаева в Будённовске.
В августе 1996 года в ходе боёв в Грозном группа разведчиков, в которой находился Юрий Сорокин, получила приказ пробиться к окружённому блокпосту в центре города. 6 августа группа из 42 человек на трёх БТР вышла с базы. На одной из улиц Грозного разведчики попали в засаду. Один БТР был подорван, два других получили повреждения. Несколько часов бойцы держали круговую оборону. Ни одна из посланных им на помощь групп не смогла пробиться.
Один из БТРов под огнём противника удалось отремонтировать. Командир отряда Олег Визнюк приказал погрузить всех погибших и раненых в БТР и прорываться, сам остался прикрывать отход своего отряда. Посмертно ему было присвоено звание Героя Российской Федерации.
Среди оставшихся в живых бойцов Юрий Сорокин был самым старшим как по возрасту, так и по боевому опыту. Он возглавил отряд и принял решение не выбираться из города, где на улицах их могла ждать новая засада, а выполнять первоначальный приказ и пробиваться к блокпосту. С боем разведчики пробились на блокпост, при этом Сорокин был тяжело ранен в ногу.
Вместе с остатками гарнизона блокпоста разведчики ещё девять дней обороняли блокпост, в ходе одной из атак противника Сорокин вызвал огонь артиллерии на себя. К 15 августа, когда огонь прекратился в живых осталось только 16 разведчиков из 42, вышедших в поход.
В мае 1998 года Юрий Сорокин был представлен за этот бой к званию Героя Российской Федерации, но награждён не был.
После излечения продолжал службу в бригаде, вместе с которой принимал участие и во второй чеченской войне. В 2003 году в ходе боёв был тяжело ранен, после выздоровления уволен в запас.
Указом Президента Российской Федерации № 356 от 22 марта 2003 года ему было присвоено звание Героя Российской Федерации. Награду вручил Президент РФ на торжественной церемонии в Кремле 27 марта 2003 года.
Жил в городе Ессентуки. Скончался 30 июля 2025 года. Похоронен 1 августа в Ессентуках на Аллее Героев кладбища Франчиха.

## Награды
- Герой Российской Федерации — 22 марта 2003 (медаль № 784)
- Две медали «За отвагу»